# Station Berghem
Station Berghem is een voormalig station aan de spoorlijn Tilburg - Nijmegen en ligt tussen de huidige stations Oss en Ravenstein. Het station van Berghem werd geopend op 4 juni 1881 en is gesloten in 1938. De wachterswoning bestaat nog steeds. Ook de Stationsstraat herinnert nog aan de aanwezigheid van het station.